# Louzac-Saint-André
Louzac-Saint-André – miejscowość i gmina we Francji, w regionie Nowa Akwitania, w departamencie Charente.
Według danych na rok 1990 gminę zamieszkiwały 953 osoby, a gęstość zaludnienia wynosiła 95 osób/km² (wśród 1467 gmin regionu Poitou-Charentes Louzac-Saint-André plasuje się na 330. miejscu pod względem liczby ludności, natomiast pod względem powierzchni na miejscu 829.).